# Jáchym ze Šternberka
Jáchym hrabě ze Šternberka, případně ze Sternbergu (12. května 1755 Praha – 18. srpna 1808 Březina), byl český šlechtic z Leopoldovy linie rodu Šternberků, c. k. důstojník, člen Společnosti nauk, mineralog a chemik. Zúčastnil se prvního letu horkovzdušným balonem v Čechách.

## Původ a rodina
Jáchym Šternberk se narodil jako druhý syn a čtvrté dítě pozdějšího nejvyššího podkomořího králové v Čechách Jana Nepomuka I. ze Šternberka (1713–1798) a jeho manželky Anny Josefy Krakowské z Kolowrat (1726–1790). Jeho starší bratr Jan Nepomuk II. (1752–1789) byl c. k. podplukovníkem a mladší Kašpar Maria (1761–1838) byl spoluzakladatel Vlasteneckého muzea. Ani jeden z bratrů se neoženil.

## Kariéra
Jeho vychovatelem byl František Martin Pelcl (1734–1801). Vystudoval právnickou fakultu Karlo-Ferdinandovy univerzity v Praze. Věnoval se vědě, měl široké zájmy. Zabýval se hornictvím, mineralogií, metalurgií, chemií, topografií, matematikou a geometrií. Objasnil chemické procesy, které probíhají ve vysoké peci na základě oxidační teorie. Byl také členem Královské společnosti nauk.
Do třiceti let působil v armádě, sloužil jako důstojník pod velením generála Ernsta Gideona Laudona (1717–1790).
Rád cestoval a poznával nové země. Spolu s Josefem Dobrovským (1753–1829) navštívil Rusko. Zaostalost carské říše popsal v několika cestopisech.
Dne 31. října 1790 podnikl v pražské Stromovce spolu s francouzským průkopníkem balonové vzduchoplavby Jeanem Pierrem Blanchardem (1753–1809), který 7. ledna 1785 balonem přelétl kanál La Manche, první let v Čechách. Let montgolfiérou trval jednu hodinu. Pohybovali se ve výšce 1700 metrů. Hrabě měl u sebe teploměr a barometr. Po prudkém klesání se při tvrdém přistání Jáchym zranil na hlavě.

## Majetek
Po otci zdědil panství Radnice, protože byl bezdětný, majetek po něm zdědil jeho mladší bratr Kašpar Maria.